# Ricchi e Poveri
Ricchi e Poveri [ˈrikːi e ˈpɔveri] (italienisch für „Reiche und Arme“) ist eine italienische Popgruppe, die 1967 in Genua gegründet wurde. Nach ihrem Durchbruch in Italien nahm sie am Grand Prix Eurovision 1978 teil und war in den 1980er-Jahren auch im deutschsprachigen Raum erfolgreich. Zu den bekannten Hits zählen Sarà perché ti amo, Mamma Maria, Voulez-vous danser oder Che sarà. Mit Se m’innamoro gewann die Gruppe das Sanremo-Festival 1985.

## Geschichte
Die Gruppe wurde 1967 als FAMA Medium von Franco Gatti (* 4. Oktober 1942 in Genua; † 18. Oktober 2022 ebenda), Angela Brambati (* 20. Oktober 1947 in Mignanego), Angelo Sotgiu (* 22. Februar 1946 in Trinità d’Agultu) und Marina Occhiena (* 19. März 1950 in Genua) gegründet, nach dem Vorbild der The Mamas and the Papas. Sotgiu und Gatti gehörten zuvor der Gruppe Jets an. Bei einem Vorsingen in Mailand wurde die Gruppe von Franco Califano entdeckt, der den endgültigen Namen Ricchi e Poveri vorschlug und das Gesamtkonzept der Gruppe erneuerte.
Ihr Debüt hatte Ricchi e Poveri beim Musikwettbewerb Cantagiro im Jahr 1968 mit L’ultimo amore. 1970 erreichte sie beim Sanremo-Festival mit ihrem Lied La prima cosa bella gemeinsam mit Nicola Di Bari den zweiten Platz. Im Anschluss erschien ihr Debütalbum. Auch beim Sanremo-Festival 1971 schaffte Ricchi e Poveri den zweiten Platz mit Che sarà (präsentiert zusammen mit José Feliciano). Die Gruppe nahm 1972, 1973 und 1976 erneut am Festival teil, allerdings mit abnehmendem Erfolg. In diesen Jahren veröffentlichte sie auch regelmäßig Singles und Alben und hatte häufige Auftritte, auf der Bühne wie im Fernsehen. 1978 vertrat Ricchi e Poveri Italien beim Eurovision Song Contest mit Questo amore und erreichte den zwölften Platz.

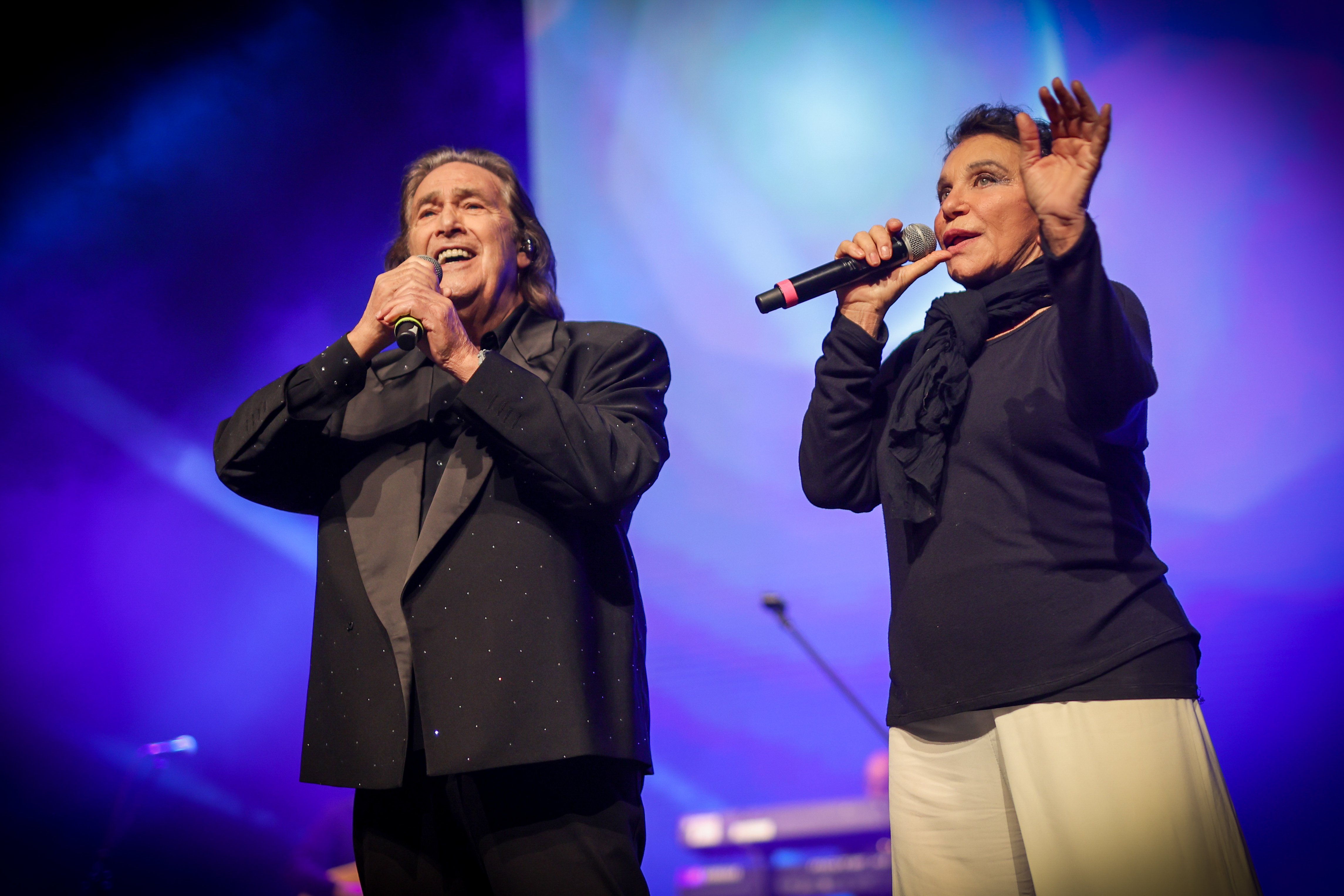
Ricchi e Poveri, Sofia, Bulgarien, 30-11-2024

Nach dem Album La stagione dell’amore (1980) verließ Marina Occhiena die Gruppe. Nun als Trio, kehrte Ricchi e Poveri 1981 nach Sanremo zurück und erreichte mit Sarà perché ti amo den fünften Platz im Wettbewerb. Die Single wurde ihr bis dahin größter Erfolg, der sie auch weit über Italien hinaus bekannt machte. In den nächsten Jahren folgten weitere nationale und internationale Erfolge mit Liedern wie Mamma Maria, Voulez-vous danser oder Ciao Italy, ciao amore. 1985 gewann die Gruppe schließlich beim siebten Versuch das Sanremo-Festival mit Se m’innamoro. Danach kehrte sie noch fünfmal zum Festival zurück (1987, 1988, 1989, 1990 und 1992).
Während die Erfolge der Gruppe in Italien ab den 90er-Jahren stark nachließen und sie schließlich trotz gelegentlicher Veröffentlichungen weitestgehend von der Bühne verschwand, blieb die Popularität im Ausland, insbesondere in Osteuropa, ungebrochen. 2004 nahm sie in Italien an der Reality-Show Music Farm teil, wodurch sie in ihrem Heimatland noch einmal mit einem Remix ihres größten Hits Sarà perché ti amo in die Charts einsteigen konnte. Erst 2012 veröffentlichte Ricchi e Poveri mit Perdutamente amore wieder ein neues Album. 2016 schied Franco Gatti temporär nach dem Unfalltod seines Sohnes aus der Gruppe aus.
Beim Sanremo-Festival 2020 gab die Gruppe ihre Reunion in Originalbesetzung bekannt und erhielt einen Sonderpreis für ihr Lebenswerk. Am 26. Februar 2021 erschien mit Reunion das erste Album seit 1980 in der Originalbesetzung. Am 18. Oktober 2022 starb Franco Gatti nach langer Krankheit, woraufhin es erneut ruhiger um die Gruppe wurde. 2023 stieg der alte Hit Sarà perché ti amo durch die Verwendung in Stadiongesängen durch Fans des AC Milan wieder in den Charts ein.
Als Duo nahm die Gruppe am Sanremo-Festival 2024 teil und belegte dort mit Ma non tutta la vita den 21. Platz.

## Diskografie

### Alben
| Jahr | Titel Musiklabel        | Höchstplatzierung, Gesamtwochen, AuszeichnungChartplatzierungen (Jahr, Titel, Musiklabel, Platzierungen, Wochen, Auszeichnungen, Anmerkungen) | Höchstplatzierung, Gesamtwochen, AuszeichnungChartplatzierungen (Jahr, Titel, Musiklabel, Platzierungen, Wochen, Auszeichnungen, Anmerkungen) | Höchstplatzierung, Gesamtwochen, AuszeichnungChartplatzierungen (Jahr, Titel, Musiklabel, Platzierungen, Wochen, Auszeichnungen, Anmerkungen) | Anmerkungen                            |
| Jahr | Titel Musiklabel        | IT | DE | CH | Anmerkungen                            |
| ---- | ----------------------- | --- | --- | --- | -------------------------------------- |
| 1981 | …E penso a te Baby      | IT5 (31 Wo.)IT | — | — |                                        |
| 1982 | Mamma Maria Baby        | IT4 (20 Wo.)IT | — | — |                                        |
| 1983 | Made in Italy Baby      | — | DE11 (6 Wo.)DE | CH7 (6 Wo.)CH |                                        |
| 1984 | Voulez-vous danser Baby | IT1 (14 Wo.)IT | — | CH27 (1 Wo.)CH |                                        |
| 2021 | Reunion DME (SME)       | IT43 (1 Wo.)IT | — | — | Erstveröffentlichung: 26. Februar 2021 |

grau schraffiert: keine Chartdaten aus diesem Jahr verfügbar
Weitere Alben
- 1970: Ricchi e Poveri
- 1971: Amici miei
- 1971: L’altra faccia dei Ricchi e Poveri
- 1974: Penso sorrido e canto
- 1975: RP2
- 1976: Ricchi & Poveri
- 1976: I musicanti
- 1978: Questo amore
- 1980: La stagione dell’amore
- 1985: Dimmi quando
- 1987: Pubblicità
- 1988: Nascerà Gesù
- 1990: Buona giornata e…
- 1992: Allegro italiano
- 1994: I più grandi successi
- 1999: Parla col cuore
- 2012: Perdutamente amore

### Singles (Auswahl)
| Jahr | Titel Album                                   | Höchstplatzierung, Gesamtwochen, AuszeichnungChartplatzierungen (Jahr, Titel, Album, Platzierungen, Wochen, Auszeichnungen, Anmerkungen) | Höchstplatzierung, Gesamtwochen, AuszeichnungChartplatzierungen (Jahr, Titel, Album, Platzierungen, Wochen, Auszeichnungen, Anmerkungen) | Höchstplatzierung, Gesamtwochen, AuszeichnungChartplatzierungen (Jahr, Titel, Album, Platzierungen, Wochen, Auszeichnungen, Anmerkungen) | Höchstplatzierung, Gesamtwochen, AuszeichnungChartplatzierungen (Jahr, Titel, Album, Platzierungen, Wochen, Auszeichnungen, Anmerkungen) | Anmerkungen                                                              |
| Jahr | Titel Album                                   | IT | DE | AT | CH | Anmerkungen                                                              |
| ---- | --------------------------------------------- | --- | --- | --- | --- | ------------------------------------------------------------------------ |
| 1970 | La prima cosa bella Ricchi e Poveri           | IT8 (11 Wo.)IT | — | — | — | Erstveröffentlichung: Februar 1970 B-Seite: Due gocce d’acqua            |
| 1970 | In questa città Ricchi e Poveri               | IT15 (5 Wo.)IT | — | — | — | Erstveröffentlichung: Mai 1970 B-Seite: Un’immagine                      |
| 1970 | Primo sole, primo fiore… –                    | IT23 (5 Wo.)IT | — | — | — | Erstveröffentlichung: September 1970 B-Seite: C’era lei                  |
| 1971 | Che sarà Amici miei                           | IT8 (11 Wo.)IT | — | — | — | Erstveröffentlichung: Februar 1971 B-Seite: …ma la mia strada sarà breve |
| 1972 | Un diadema di ciliegie Un diadema di successi | IT15 (4 Wo.)IT | — | — | — | Erstveröffentlichung: 9. Februar 1972 B-Seite: Anche tu                  |
| 1973 | Una musica Ricchi & Poveri                    | IT19 (5 Wo.)IT | — | — | — | Erstveröffentlichung: Januar 1973 B-Seite: Il fantasma                   |
| 1973 | Dolce frutto Ricchi & Poveri                  | IT21 (3 Wo.)IT | — | — | — | Erstveröffentlichung: 1. März 1973 B-Seite: Grazie mille                 |
| 1974 | Penso sorrido e canto                         | IT15 (11 Wo.)IT | — | — | — | B-Seite: Sinceramente                                                    |
| 1981 | Sarà perché ti amo E penso a te               | IT1 ×2Doppelplatin (2024) · (22 Wo.)IT                                                                                                   | DE11 Gold · (30 Wo.)DE | AT7 a ×2Doppelplatin · (38 Wo.)AT | CH2 a (59 Wo.)CH | Erstveröffentlichung: Februar 1981 B-Seite: Bello l’amore                |
| 1981 | M’innamoro di te E penso a te                 | IT5 (21 Wo.)IT | DE35 (14 Wo.)DE | — | CH3 (8 Wo.)CH | B-Seite: Alla faccia di Belzebù                                          |
| 1982 | Come vorrei E penso a te                      | IT3 (13 Wo.)IT | — | — | — | B-Seite: Stasera canto                                                   |
| 1982 | Made in Italy E penso a te                    | — | DE6 (25 Wo.)DE | AT3 (16 Wo.)AT | CH12 (4 Wo.)CH | B-Seite: Questa sera                                                     |
| 1982 | Piccolo amore Mamma Maria                     | IT7 (17 Wo.)IT | DE24 (15 Wo.)DE | AT16 (4 Wo.)AT | CH10 (4 Wo.)CH | B-Seite: Perché ci vuole l’amore                                         |
| 1983 | Mamma Maria                                   | IT— Gold (2023)IT | DE11 (19 Wo.)DE | AT11 (18 Wo.)AT | CH5 (9 Wo.)CH | B-Seite: Malinteso                                                       |
| 1983 | Ciao Italy, ciao amore Voulez vous danser     | — | DE34 (8 Wo.)DE | — | CH18 (4 Wo.)CH | B-Seite: Un altro lui un’altra lei                                       |
| 1983 | Cosa sei Voulez vous danser                   | IT3 (10 Wo.)IT | — | — | — | B-Seite: Amarsi un po’                                                   |
| 1984 | Voulez vous danser                            | — | DE56 (8 Wo.)DE | — | — | B-Seite: Acapulco                                                        |
| 1985 | Se m’innamoro Dimmi quando                    | IT6 (10 Wo.)IT | DE70 (1 Wo.)DE | — | — | B-Seite: Mami mami                                                       |
| 1992 | Così lontani Allegro italiano                 | IT17 (3 Wo.)IT | — | — | — | Erstveröffentlichung: 11. Februar 1992 B-Seite: Guarda che luna          |
| 2004 | Sarà perché ti amo (chi se ne frega) –        | IT15 (3 Wo.)IT | — | — | — | Erstveröffentlichung: Juni 2004 mit Loredana Bertè, Remix von Fargetta   |
| 2024 | Ma non tutta la vita –                        | IT11 ×2Doppelplatin · (27 Wo.)IT | — | — | — | Erstveröffentlichung: 7. Februar 2024 Beitrag zum Sanremo-Festival 2024  |

grau schraffiert: keine Chartdaten aus diesem Jahr verfügbar

## Auszeichnungen für Musikverkäufe
| Goldene Schallplatte - Polen - 2024: für das Album Reunion - Spanien - 2024: für die Single Sarà perché ti amo |

Anmerkung: Auszeichnungen in Ländern aus den Charttabellen bzw. Chartboxen sind in ebendiesen zu finden.
| Land/RegionAuszeichnungen für Musikverkäufe (Land/Region, Auszeichnungen, Verkäufe, Quellen) | Gold     | Platin     | Verkäufe | Quellen             |
| -------------------------------------------------------------------------------------------- | -------- | ---------- | -------- | ------------------- |
| Deutschland (BVMI)                                                                           | Gold1    | —          | 300.000  | musikindustrie.de   |
| Italien (FIMI)                                                                               | Gold1    | 4× Platin4 | 450.000  | fimi.it             |
| Österreich (IFPI)                                                                            | —        | 2× Platin2 | 200.000  | ifpi.at             |
| Polen (ZPAV)                                                                                 | Gold1    | —          | 10.000   | olis.pl             |
| Spanien (Promusicae)                                                                         | Gold1    | —          | 30.000   | elportaldemusica.es |
| Insgesamt                                                                                    | 4× Gold4 | 6× Platin6 |          |                     |

## Belege
1. ↑  80s80s: Wie geht es weiter mit Ricchi e Poveri? Abgerufen am 7. Juli 2023.
2. ↑  Sanremo 2024 – I risultati delle votazioni. (PDF; 1,4 MB) Rai, 11. Februar 2024, abgerufen am 11. April 2024 (italienisch).
3. 1 2  Chartquellen: 
  - Deutschland: offiziellecharts.de
  - Österreich: austriancharts.at
  - Schweiz: hitparade.ch
  - Italien (Alben): Guido Racca: M&D Borsa Album 1964-2019. Selbstverlag, 2019, ISBN 978-1-09-470500-2, S. 264.
  - Italien (Singles): Guido Racca: M&D Borsa Singoli 1960-2019. Selbstverlag, 2019, ISBN 978-1-09-326490-6, S. 364 f.
  - Italien (Singles): Guido Racca & Chartitalia: Top 100 FIMI Singoli. Lulu, 2013, S. 139.
4. ↑  Auszeichnungen für Musikverkäufe: IT DE